# Sirjan
Sirjan (de vegades apareix com a Sirdjan) és una ciutat de Kirman, la principal ciutat de la regió del segle VII al X. Està situada a uns 150 km al sud-oest de la ciutat de Kerman. Ibn Ilyas va traslladar la capital a Bardsir o Bardasir (moderna Kerman) però per un temps Sirdjan fou més important. Fou destruïda per Tamerlà el 1396 després d'una forta resistència al conqueridor. La ciutat va desaparèixer però es va mantenir el nom en el districte. Al segle xviii es va fundar Saidabad al lloc de l'antiga ciutat i a la meitat del segle xix era una vila prospera; el 1881 tenia vuit mil habitants. El 1937 va recuperar el nom de Sirjan.